# Francisco Vega de la Iglesia
Francisco Alberto Vega de la Iglesia Manteca (Bilbao, 5 de mayo de 1888 – Madrid, 15 de enero de 1954) fue un político y abogado español.

## Biografía
Nacido en el seno de una familia de tradición liberal vasca, de profesión fue abogado y registrador de la propiedad.
Estuvo afiliado al Partido Republicano Radical (PRR) de Alejandro Lerroux y de hecho llegaría a ser jefe de la agrupación del partido en Madrid. En las elecciones generales de 1933 resultó elegido diputado por la circunscripción de Almería, aunque no logró repetir en los comicios de 1936. Estuvo afiliado a la masonería. En 1935 fue nombrado director general de Prisiones por el gobierno radical-cedista. Durante estos años también fue vocal del Tribunal de Garantías Constitucionales.
Tras la Guerra civil fue represaliado por las autoridades franquistas, que le impusieron una multa por sus "responsabilidades políticas".

## Familia
Uno de sus hermanos, Ernesto, miembro del Partido Republicano Socialista Radical y más tarde de la Unión Republicana, fue varias veces gobernador civil durante la Segunda República y murió fusilado en Albacete el 16 de noviembre de 1939.